# Aleuron
Aleuron là một chi bướm đêm thuộc họ Sphingidae.

## Các loài
- Aleuron carinata - (Walker 1856)
- Aleuron chloroptera - (Perty 1833)
- Aleuron cymographum - Rothschild & Jordan 1903
- Aleuron iphis - (Walker 1856)
- Aleuron neglectum - Rothschild & Jordan 1903
- Aleuron prominens - (Walker 1856)
- Aleuron ypanemae - (Boisduval 1875)

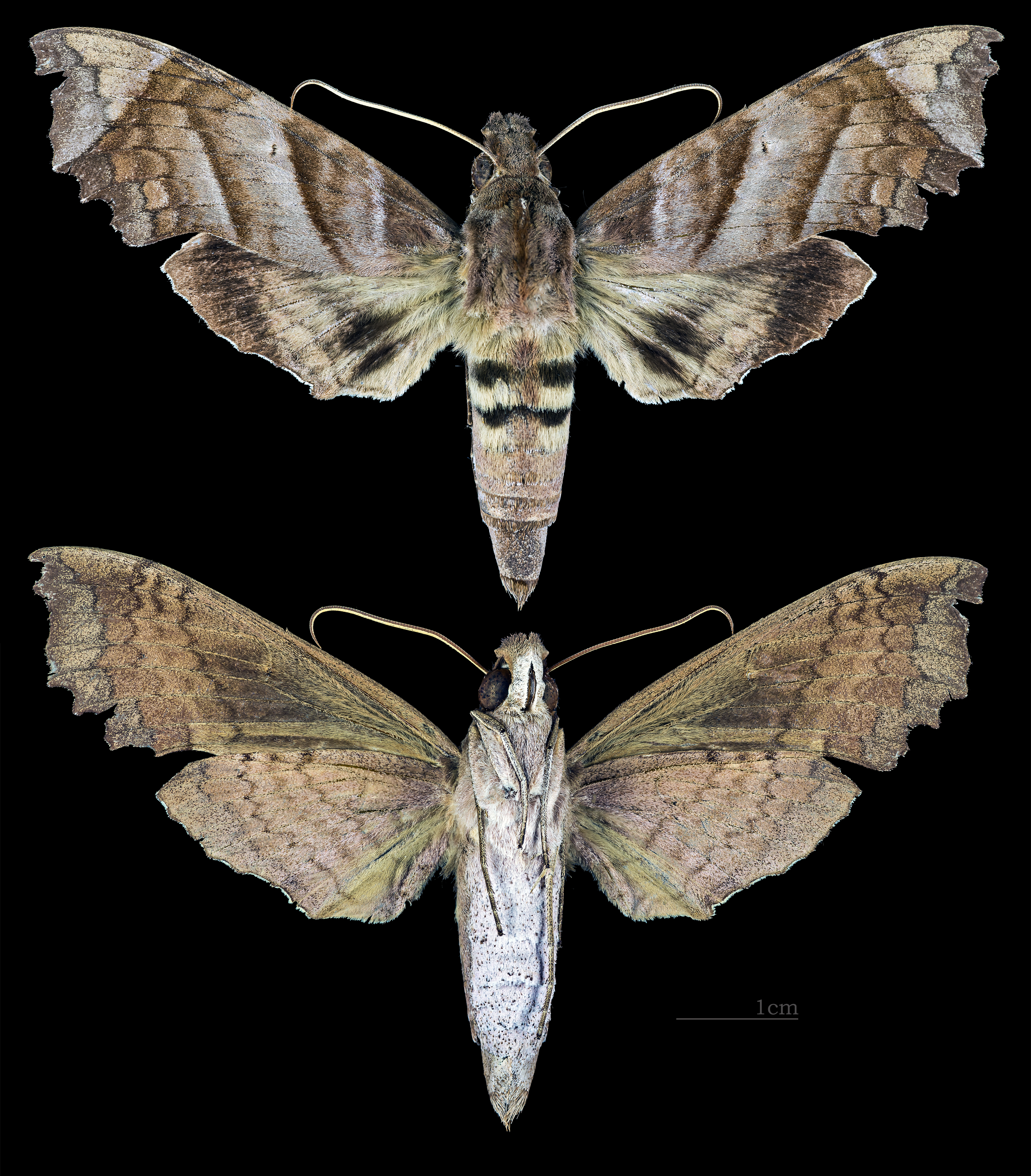
Aleuron carinata
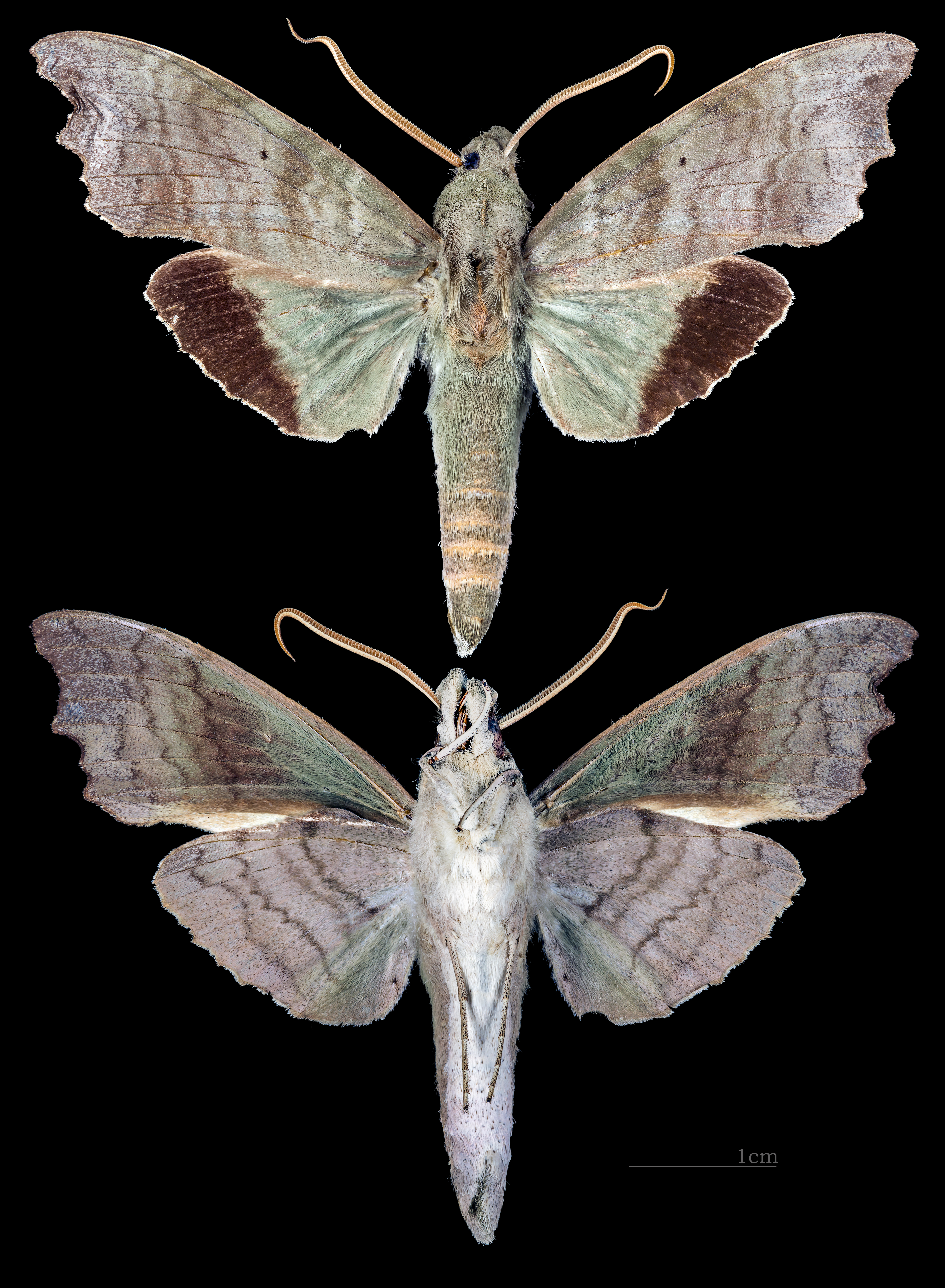
Aleuron chloroptera
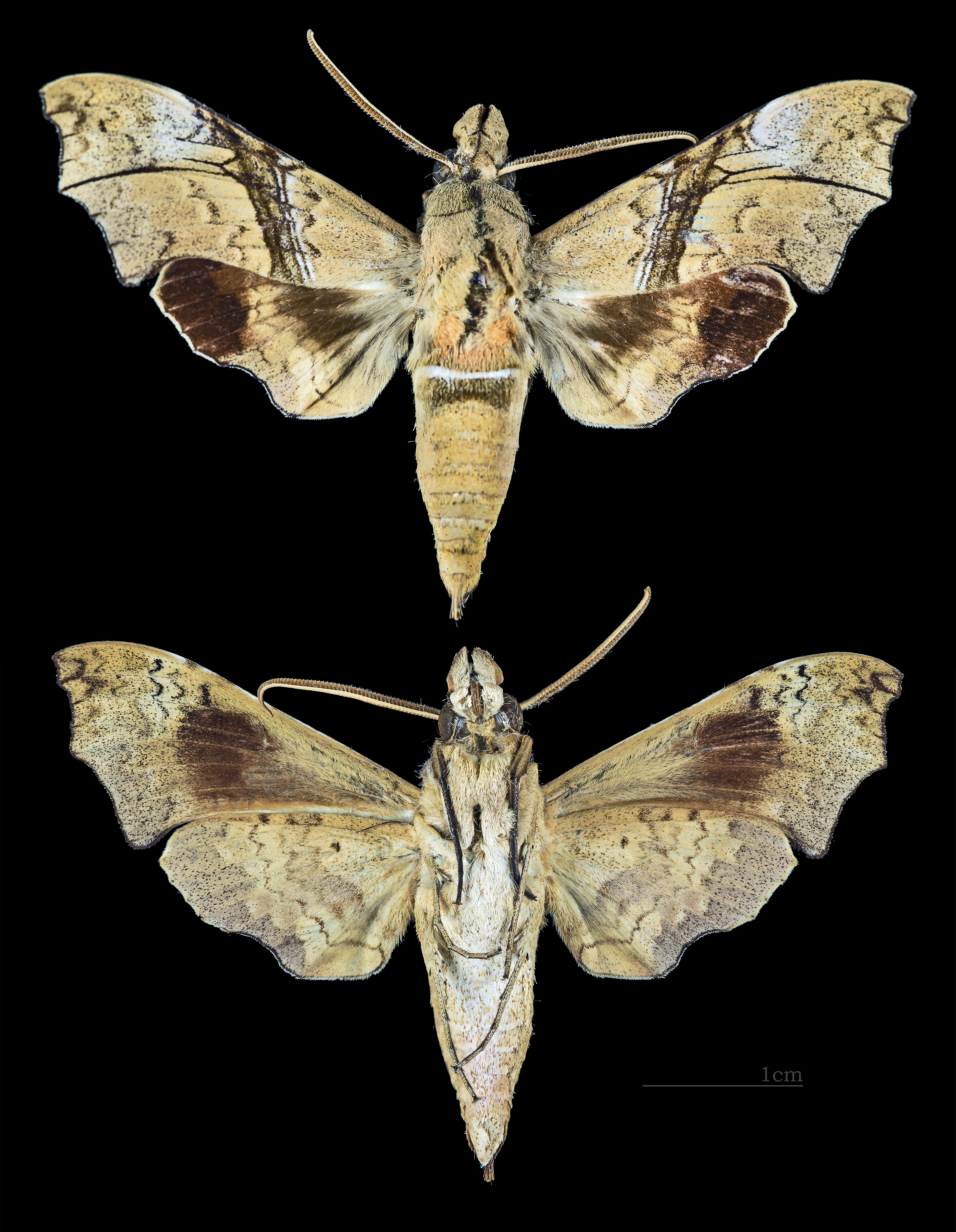
Aleuron iphis
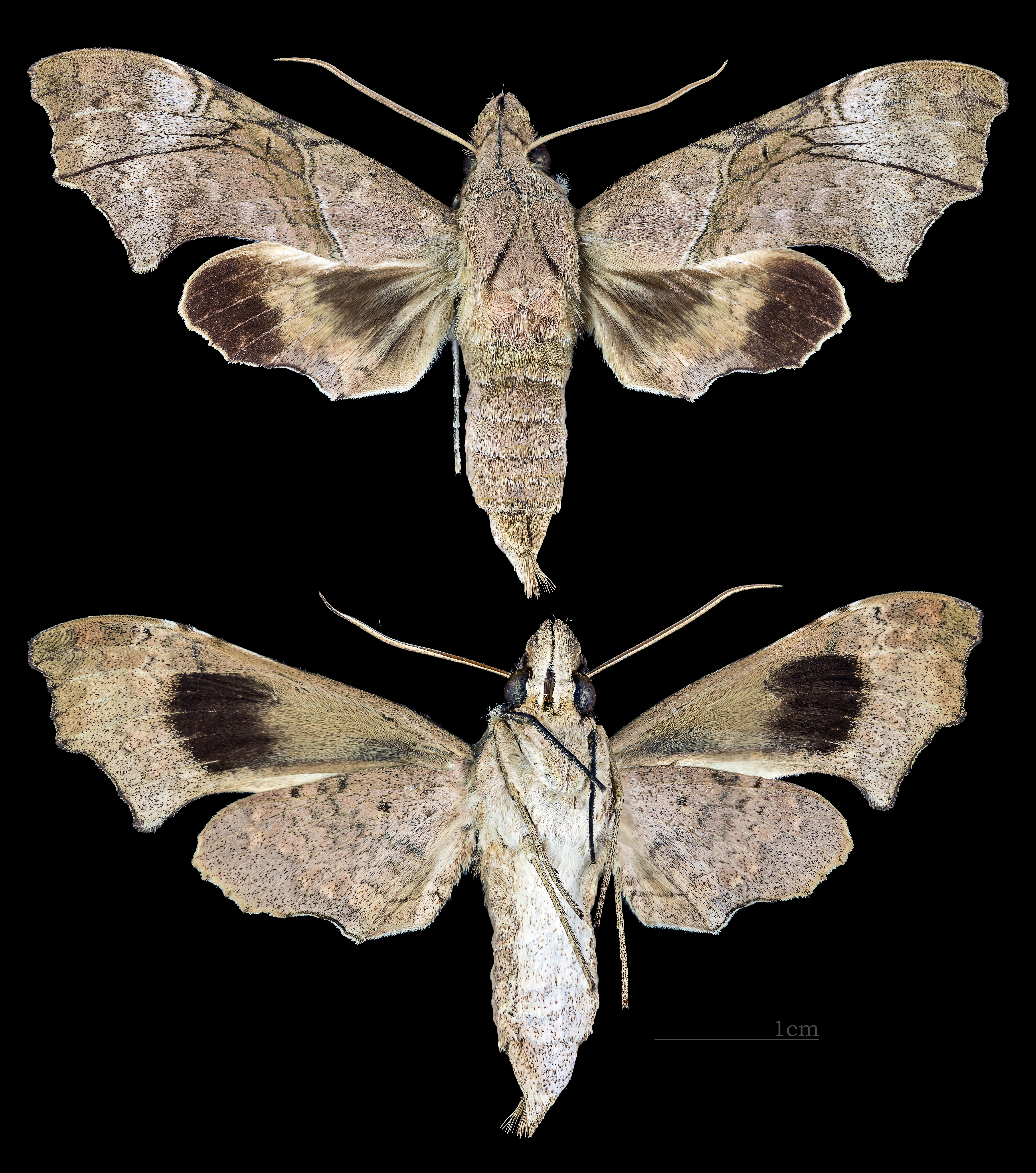
Aleuron neglectum